# Vacunación contra la COVID-19 en Portugal
La vacunación contra el COVID-19 en Portugal comenzó el 27 de diciembre de 2020. El Gobierno de Portugal nombró, el 18 de noviembre de 2020, un grupo de trabajo dirigido por Francisco Ramos, exsubsecretario de Estado y de Salud, e integrado por personal militar, técnicos de los Servicios Compartidos del Ministerio de Salud (SPMS), de la Dirección General de Salud y de Infarmed, para elaborar el Plan de Vacunación contra el COVID-19. En un plazo de 30 días, el 18 de diciembre, el grupo de trabajo presentó el plan que dividía la vacunación en tres fases, según la prioridad de las personas a vacunar.
La aprobación de las vacunas dentro de la Unión Europea la realiza la Agencia Europea del Medicamento (EMA), y la primera vacuna contra el COVID-19, Tozinameran de Pfizer/BioNTech, fue aprobada el 21 de diciembre de 2020. De forma concertada con otros países de la UE, Portugal comenzó la vacunación el 27 de diciembre y a continuación se vacunó a los profesionales sanitarios, directamente en contacto con los pacientes de COVID. El primer portugués en vacunarse fue António Sarmento, director del servicio de enfermedades infecciosas del Hospital de São João.
A fecha 11 de octubre de 2021, Portugal destaca a nivel internacional por ser uno de los países con mayor porcentaje de población vacunada.